# Новый Торъял
Но́вый Торъя́л (мар. У Торъял) — посёлок городского типа в Республике Марий Эл России. Административный центр Новоторъяльского района и городского поселения Новый Торъял.

## География
Посёлок расположен при впадении реки Шукшан в Немду (бассейн Вятки), в 80 км к северо-востоку от Йошкар-Олы, где находится ближайшая железнодорожная станция.

## История
Населённый пункт основан в 1815 году. Статус посёлка городского типа — с 1972 года.

## Население
| 1959  | 1970  | 1979  | 1989  | 2002  | 2009  | 2010  | 2012  | 2013  |
| ----- | ----- | ----- | ----- | ----- | ----- | ----- | ----- | ----- |
| 2984  | ↗5419 | ↗6621 | ↗8057 | ↘7266 | ↘6588 | ↗6635 | ↘6447 | ↘6300 |
| 2014  | 2015  | 2016  | 2017  | 2018  | 2019  | 2020  | 2021  | 2023  |
| ↘6202 | ↘6055 | ↘5966 | ↘5940 | ↘5916 | ↘5831 | ↘5773 | ↘5619 | ↗5629 |

Национальный состав
По итогам переписи населения 2020 года проживали следующие национальности (национальности менее 0,1 % и другое см. в сноске к строке «Другие»):
| Национальность | Численность, чел. | Доля     |
| -------------- | ----------------- | -------- |
| Русские        | 2776              | 49,40 %  |
| Марийцы        | 2690              | 47,87 %  |
| Татары         | 20                | 0,36 %   |
| Армяне         | 15                | 0,27 %   |
| Мордва         | 12                | 0,21 %   |
| Молдаване      | 8                 | 0,14 %   |
| Азербайджанцы  | 8                 | 0,14 %   |
| Другие         | 90                | 1,61 %   |
| Итого          | 5619              | 100,00 % |

## Известные жители
Михеев Василий Яковлевич (1928—2013) — марийский советский и российский юрист, судья. Председатель, народный судья Новоторъяльского районного народного суда Марийской АССР / Марий Эл (1964―1994). Заслуженный юрист РСФСР (1980).